# 장량

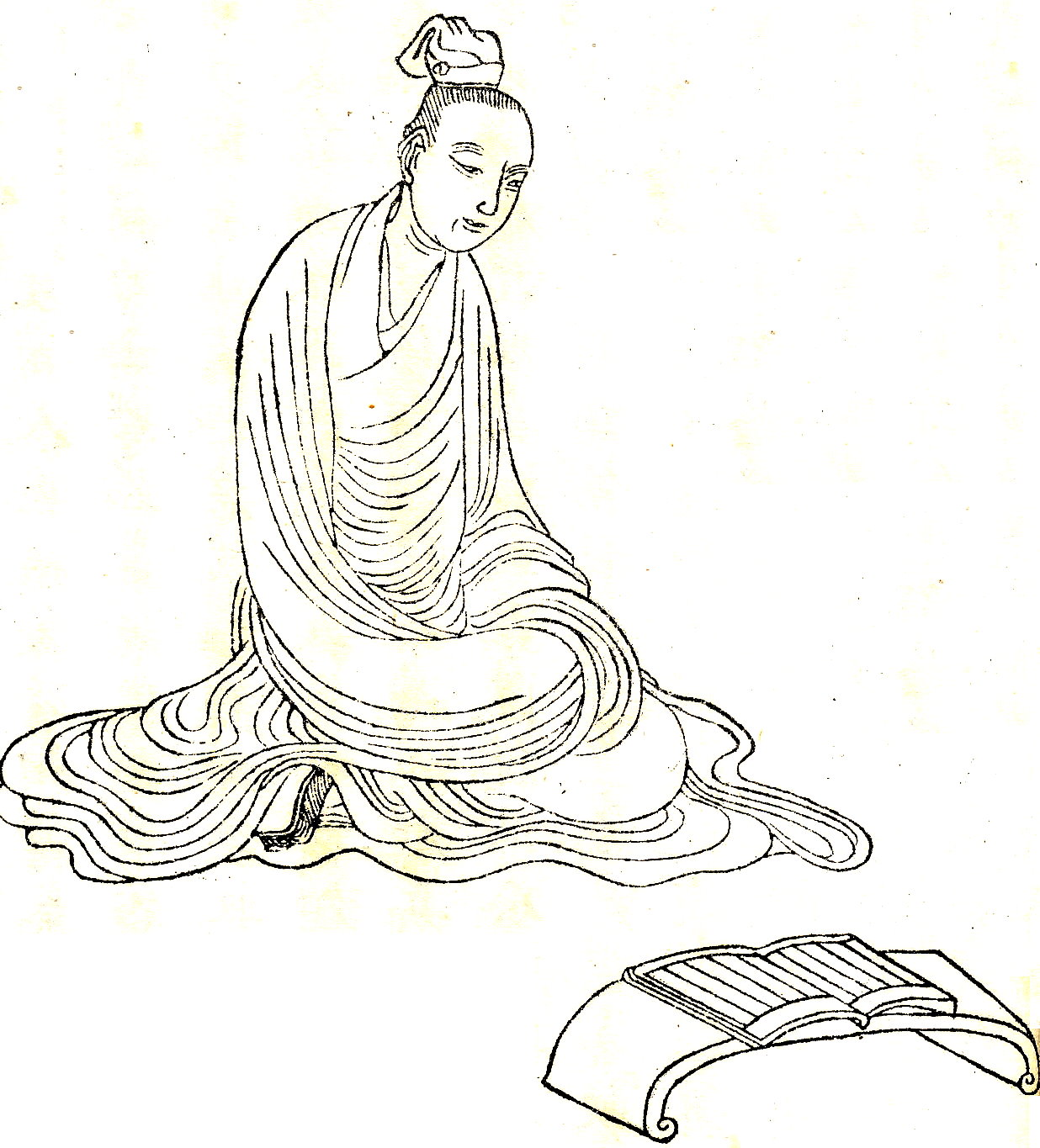
장량

장량(張良, ?~기원전 186년)은 중국 전국시대, 초한쟁패기, 전한 시기의 전략가, 정치가이다. 자는 자방(子房), 시호는 문성(文成)이다. 소하(蕭何), 한신(韓信)과 함께 '삼걸(三傑)'의 일원으로, 동양 문화권에서 참모의 대명사로 통한다. 사마천(司馬遷)은 탁월한 식견을 지닌 ‘하늘이 내린 참모’라 평했으며 가장 이상적인 책략가로 전한 고제의 모든 결정에 관여한 장자방(張子房)을 꼽았다.
전략적인 지혜를 잘 써서 유방(劉邦)이 한을 세우고 천하를 통일하도록 하는 데 기여하였고 한 고조로부터 "군막에서 계책을 세워 천리 밖에서 벌어진 전쟁을 승리로 이끈 것이 장자방이다"라는 극찬을 받았다.

## 생애
장량의 할아버지인 장개지(張開地)는 전국시대 한(韓)의 소후(昭侯), 선혜왕(宣惠王), 양왕(襄王)등 3대에 걸치는 군주 아래서 재상을 지냈고, 아버지 장평(張平)도 희왕(釐王), 환혜왕을 섬기며 재상을 맡았다. 《사기색은》(史記索隱)에는 장량의 조상은 한의 왕족이라 주 왕실과 같은 희성(姬姓)이었지만 진의 통일 이후 성명을 바꿨다고 하면서, 옛날 한나라에 있던 장거질(張去疾)·장견(張譴)이 장량의 선조가 아닐까 추측했다.
아버지가 죽고 20년 뒤인 기원전 230년에 한이 진에 멸망하여 집안은 몰락했고, 그때 아직 관직을 얻지는 못한 채였다.
조국을 멸망시킨 복수를 위해 자신의 전재산을 모두 팔아 자금을 마련하고, 동생이 죽었을 때조차 장례 비용을 대주지 않았다고 한다. 동지를 찾아 동쪽으로 떠난 장량은 창해공(滄海君)이라는 자를 얻어 대화를 나눠보고, 창해공으로 하여금 기원전 218년경, 박랑사(현재의 허난 성 양장)를 지나는 시황제의 행차를 노리고 무게가 120근(약 30kg)이나 되는 철퇴를 던져 시황제가 탄 수레를 부수어 시황제를 암살하려 했다. 그러나 철퇴는 시황제의 수레가 아닌 다른 빈수레에 맞아 암살은 실패하고 장량 등은 도망쳤다. 이름까지 바꾸고 하비에 숨은 그는 황석공이라는 인물로부터 병법을 배웠다고 한다.
《사기》에 실린 관련 일화에 따르면, 어느 날 장량이 다리를 건너는데 남루한 차림의 노인이 자신의 신발을 다리 밑으로 던지고는 장량더러 가서 주워오라고 했다. 장량은 화를 참고 가서 주워다 공손하게 바쳤지만, 노인은 다시 자신의 발을 내밀며 신겨달라고 했다. 장량은 이 노인이 보통 사람이 아님을 눈치채고 공손히 무릎을 꿇고 노인에게 신발을 신겼는데, 노인은 웃으며 그 자리를 떠났다. 잠시 후 노인은 다시 돌아와 장량에게 가르쳐줄 것이 있으니 닷새 뒤 아침에 이곳에서 만나자고 했다. 닷새 뒤 아침에 장량은 약속 장소로 갔지만, 이미 노인은 그곳에 와있었고 어른과 약속해놓고 그것을 어겼다며 장량에게 핀잔을 주고는 닷새 뒤에 다시 오라고 하고 가버렸다. 닷새가 지나서 장량은 다시 해가 뜨기 전에 약속 장소에서 기다리려 했지만, 이번에도 노인은 장량보다 먼저 와서 기다리면서 다시 닷새 뒤에 오라고 말하고는 가버렸다. 장량은 다시, 이번에는 아예 밤부터 약속 장소에 나가 노인을 기다렸고, 잠시 후에 나타난 노인은 장량을 칭찬하며 그에게 태공망(太公望)의 병법서를 전해주며 "13년 뒤에 산기슭에서 네가 마주치게 될 노란 돌이 바로 나다"라고 말하고 사라졌다. 훗날 장량은 이 예언대로 자신이 산에서 발견한 노란 돌을 가지고 돌아와 이를 가보로 전했으며, 사후 장량의 무덤에도 함께 부장되었다고 한다.
이 황석공 이야기는 물론 전설이지만, 장량이 누군가 스승을 두고 병법을 배웠음을 짐작할 수 있다. 또한 이때 황석공이 장량에게 주었다는, 소위 태공망의 병법서라는 것이 현존하는 《육도》라는 이야기도 있지만, 《육도》는 위, 진 시대에 성립된 것으로 여겨지므로 적어도 장량이 읽은 것은 현존하는 《육도》는 아닌 것으로 여겨진다. 또한 이 하비에서 도피생활을 하면서 항우(項羽)의 숙부 항백(項伯)이 사람을 죽이고 도망쳐온 것을 숨겨주기도 했다고 한다.
그 후 유방이 군사를 일으키자 1백여 명의 종을 데리고 따랐다가, 항량(項梁)에게 옛 한나라 공자 횡양군 성을 한왕(韓王)에 옹립하도록 했으며 한의 사도에 임명되었다. 이후 한성이 항우(項羽)에게 죽자 다시 유방에게 귀순하고 이때부터 유방의 중요 참모가 되어 홍문연에서 유방을 구하고 한신을 천거하는 등, 그는 전략적인 지혜를 잘 써서 유방이 한을 세우고 천하를 통일하도록 도와주었다.
고조 6년(기원전 201년), 공신들에게 포상할 때 고조에게 책략으로써 세운 공을 인정받아 제나라에서 3만 호를 마음대로 택하라는 말을 받았지만, 스스로 사양하고 고조를 처음 만난 유(留) 땅(당시 초나라 내사지의 땅으로 지금의 장쑤성 페이현 동남에 있다)을 받고 싶다고 했다. 그래서 유후에 봉해졌다. 고조의 공신 중에서는 62위에 불과했지만, 봉읍은 1만 호로 유택(1만 2천 호), 조참(1만 6백 호) 다음으로 가장 많았다. 한이 세워진 후에는 정치에 일체 관여하지 않았으며 단지 후계자 문제로 여후에게 자문을 해줬다고 한다.

## 그의 후손
그의 사후, 아들 장불의가 유후(留侯)의 지위를 계승하였다. 장불의는 기원전 175년에 불경죄로 제후를 면직되어 영지를 몰수당했다. 그 후, 한서 고혜고후문공신표에 의하면, 장량의 현손의 아들인 장천추가, 선제시대에 부역 면제의 특권을 받았다. 또 후한서 문원전에 의하면 장량의 후예에 문인 장초가 나왔다. 그 외에, 익주 출신 인물로는 후한의 사도 장호가 장량의 자손을 칭하고 있으며, 장호의 후손에는 아들인 광릉태수 장강, 그의 증손인 촉한의 거기장군 장익 등이 있다.(《후한서》 〈장호전〉(張浩傳), 《삼국지》 〈장익전〉(張翼傳))

## 참고 문헌
- 이 문서에는 다음커뮤니케이션(현 카카오)에서 GFDL 또는 CC-SA 라이선스로 배포한 글로벌 세계대백과사전의 내용을 기초로 작성된 글이 포함되어 있습니다.